# Стар град (Каменец Подолски)
Старият град (на украински: Старе місто) е най-старият район на град Каменец Подолски.

## Местоположение
„Старият град“ е разположен на полуостров на река Смотрич. Свързва се с микрорайон „Нов план“ чрез Новоплановския мост, а с крепостта на Каменец Подолски, която е съставна част от „Стария град“ – чрез Замковият мост.

## Топография
Съвременният „Стар град“ се състои от 4 площада, 21 улици, 2 спуска (стръмни улици на склон) и 5 пресечки, които заедно съставят 32 топографски обекта. Имената и статутът им са окончателно определени на 11 септември 1990 г., когато президиумът на градския съвет на народните депутати в града, след като изслушва предложенията на комисия, възстановява историческите имена на улици и площади на Стария град.

### Улици
Централната улица на „Стария град“, която преминава от Новоплановския до Замковия мост, е формирана от три малки, последователно разположени, улички – Троицка, Старобулевардна и Замкова.
Групата на западните улици (западно от централната) се състои от три успоредни улици – Татарска, Францисканска и Кузнечна и две малки кръстосващи ги, улици – Петропавловска и Зантуска. Тук може да се добави и Западният булевард, въпреки че този топографски обект отдавна е премахнат от старата градска номенклатура. Кулата Захаржевска обаче (известна още като кулата на брода) често е приписвана точно на Западния булевард.
Групата от седем източни улици (източно от централната) е доста разнообразна. Тук са доста дългата „Зарванска“, заедно с улица „Пятницка“, която я продължава; „Дългата улица“ и Източния булевард (прекръстена после на улица „Вала“), значително съкратени по време на германската окупация. Тук са и малките улици „Доминиканска“ и „Йоанно-Предтеченска“, както и улица „Занаятчийска“.
Групата на южните улици се формира от Арменска и Болнична, които излизат от Арменския пазар, както и улиците „Тринитарска“ и „Успенска“, които започват от Замковата улица. Това са главните улици на бившите арменски квартали.
В „Стария град“ има и две отдалечени улици в каньона на река Смотрич – дългата „Руска“ улица на десния бряг на реката и „Онуфриевска“ – на левия бряг. В по-стари времена, тези улици са се смятали за предградия на Каменец-Подолски – съответно Долината и Заводя.
Тъй като „Старият град“ се намира на хълмист полуостров, в него е имало голям брой стръмни улички. В днешно време са останали само две от тях, на север – „Старопощенска“ и „Пощенска“.
В началото на 20 век в „Стария град“ има около 20 пресечни улици. Към началото на 21 век от тях са останали само пет: Михайловска на север, Гимназиална в центъра и три на юг (в бившите арменски квартали) – Николаевска, Комендантска и Тясна. В „Стария град“ няма улици без изход.

## Фотогалерия
- Улица в Стария град
- Средновековна карта на Каменец. Изглед от моста на замъка, 1691 г.
- Старият замък на Каменец Подолски, 2008 г.